# Ninateka
Ninateka – platforma internetowa, na której udostępniane są zasoby Filmoteki Narodowej – Instytutu Audiowizualnego. W jej zasobach znajduje się ponad siedem tysięcy darmowych plików audio i wideo. Są to filmy, spektakle, koncerty, słuchowiska i programy publicystyczne, dostępnych legalnie i bezpłatnie.
Wśród zasobów Ninateki znajdują się m.in. klasyczne polskie animacje (dzieła Juliana Antonisza, Witolda Giersza czy Jana Lenicy) i najwybitniejsze filmy Polskiej Szkoły Dokumentu (w reżyserii Kazimierza Karabasza, Krzysztofa Kieślowskiego czy Marka Piwowskiego). Dostępne są również spektakle teatralne – m.in. rejestracje głośnych spektakli Warlikowskiego, Lupy, Jarzyny i Klaty, a także koncerty: Pendereckiego, Mykietyna, Możdżera, Pink Freud czy Meli Koteluk.

## Kolekcje
Z okazji obchodów 25-lecia pierwszych wolnych wyborów, Narodowy Instytut Audiowizualny udostępnił w Ninatece specjalną kolekcję online pt. Archiwa Transformacji ’89 poświęconą jednemu z najważniejszych wydarzeń najnowszej historii Polski – obradom Okrągłego Stołu. Niepublikowanym dotąd nagraniom z archiwów Video Studio Gdańsk i radia RFI, towarzyszą opisy ukazujące tamte wydarzenia w szerokim kontekście historycznym.
Narodowy Instytut Audiowizualny udostępnia również największą polską internetową bibliotekę multimedialną poświęconą najwybitniejszym postaciom, które wpłynęły na historię Polski – Internetowy Polski Słownik Biograficzny. Serwis bazuje na wielotomowym słowniku wydawanym przez PAN oraz materiałach audiowizualnych.

## Trzej kompozytorzy
Narodowy Instytut Audiowizualny uruchomił serwis internetowy Trzej Kompozytorzy z myślą o udostępnianiu szerokiemu gronu odbiorców (także z zagranicy, dzięki angielskiej wersji strony) w roku ich jubileuszu, twórczości trzech wybitnych polskich kompozytorów współczesnych: Witolda Lutosławskiego, Henryka Mikołaja Góreckiego i Krzysztofa Pendereckiego. Serwis został poszerzony o twórczość Andrzeja Panufnika i Wojciecha Kilara.
Dostępna on-line kolekcja muzyki opiera się w głównej mierze na nagraniach z zasobów Polskiego Radia, zdigitalizowanych na zlecenie NInA w ramach Programu Wieloletniego KULTURA+. Jest to największa ogólnodostępna baza dzieł trzech twórców, na którą składają się zarówno kompozycje powszechnie znane, jak i niemal zapomniane: utwory koncertowe czy sceniczne, jak i muzyka i pisana na potrzeby filmu, teatru oraz radia, a nawet popularne piosenki – łącznie ponad 320 nagrań i 380 opisów utworów.

## Ninateka Edu
Dla uczniów i nauczycieli szkół podstawowych, gimnazjów oraz szkół ponadgimnazjalnych istnieje możliwość założenia konta w Ninatece Edu, dzięki któremu jego posiadacze mogą bezpłatnie korzystać z materiałów audiowizualnych o charakterze edukacyjnym dostępnych w serwisie. Dodatkowo zyskują również dostęp do scenariuszy lekcji, które ułatwiają ich prowadzenie.

## Kolekcja teatralna
Z okazji 250-lecia istnienia teatru publicznego w Polsce w Ninatece została udostępniona kolekcja teatralna, prezentująca największe działa polskiego teatru takich twórców jak: Aleksander Bardini, Adam Hanuszkiewicz, Jerzy Grzegorzewski, Zygmunt Hubner, Włodzimierz Staniewski, Konrad Swiniarski, Andrzej Wajda, Aleksander Zelwerowicz, Krystian Lupa, Jerzy Jarocki, Grzegorz Jarzyna, Jan Klata i Krzysztof Warlikowski. Kolekcja teatralna to 60 spektakli, w całości lub we fragmentach, w tym wszystkie zarejestrowane przedstawienia Tadeusza Kantora, a także 25 słuchowisk Polskiego Radia. Spektaklom towarzyszą materiały kontekstowe: filmy dokumentalne, zdjęcia, teksty, wywiady i audycje publicystyczne.

## Audioteka
W Audiotece udostępniane są m.in. zapisy wartościowych debat czy wykładów, do których bez wątpienia należy cykl wykładów otwartych Teatru Narodowego wygłaszanych między 1999 a 2007 rokiem przez krytyków literackich, filmowych i teatralnych, historyków sztuki, aktorów, dziennikarzy, reżyserów, eseistów. Audialne zasoby Ninateki wciąż poszerzane są o kolejne odcinki Finezji literackich – miniaturowych audycji radiowych prezentujących intymny świat twórczości znanych przedstawicieli polskiej i światowej literatury takich jak: Zbigniew Herbert, Czesław Miłosz, Tadeusz Kantor, Wisława Szymborska, J.R.R. Tolkien, Federico Garcia Lorca, William Szekspir, Umberto Eco. Sekcja Audioteki zawiera także cykle kulturalnych audycji Polskiego Radia, takich jak: „Głosy z przeszłości”, „Zapiski ze współczesności” czy „Rok 1939. Historia i literatura”.